# Peter Egge
Peter Egge (1 d'abril de 1869 - 15 de juliol de 1959) va ser un reconegut autor, periodista i dramaturg noruec. La seva carrera d'escriptor es va estendre des de 1891 fins a 1955.

## Primers anys
Peter Egge va néixer a Trondheim, Noruega. Va ser el segon més gran d'una família de nou fills nascuts d'una parella de Nord-Trøndelag. Les vacances d'estiu sovint les passaven amb familiars al camp rural. Els seus escrits se centrarien més tard a Trondheim, i presenten els costums rurals del districte tradicional d'Innherred on va passar la seva infància i adolescència.

## Carrera
Egge va assistir a l'escola de la catedral de Trondheim, de la qual es va graduar el 1887. Egge va fer el seu debut literari amb la novel·la Almue (1891). Més tard va començar la seva feina com a periodista al diari Dagsposten de Trondheim. Els anys següents va dividir el seu temps entre el periodisme i l'autoria. Va escriure amb freqüència comèdies, gènere en el qual va tenir èxit. Aquesta aventura en comèdia va començar amb Faddergaven (El regal del bateig, 1897) i va incloure diverses obres més. Egge també va escriure obres de teatre serioses. El seu Kjærlighed og Venskab (Amor i amistats, 1904) és un bon exemple de la seva escriptura de temàtica seriosa. Egge va continuar movent-se tant cap a la comèdia com les obres serioses al llarg de la seva carrera. Algunes de les millors obres d'aquest període de la seva carrera van ser Jomfru Nelly Maartens (Miss Nelly Maartens, 1897), Gammelholm (1899) i Hjertet (El cor, 1907).
A principis de la dècada de 1920, Egge va començar a apartar-se de la imatge d'un escriptor de comèdies i contes romàntics. The Holy Sea, que es va publicar el 1922, va marcar la seva metamorfosi d'escriptor una mica romàntic a un de neorrealista. El seu estil va esdevenir molt descriptiu. Va ser aquest canvi d'estil el que va portar gradualment a Hansine Solstad (1925), que es considera la seva millor obra.
Va exercir com a president de la Unió d'Autors Noruecs (Den Norske Forfatterforening) de 1913 a 1916 i 1935 i va ser president del comitè d'assessorament literari el 1920 i el 1929.

## Vida personal
El 1897, es va casar amb Anna Marie Svensen i es va establir a Christiania, actual Oslo. Va ser el pare del polític noruec i membre de la resistència Ørnulf Egge.

## Obres
- Almue (1891)
- Nordfra (1895)
- Faddergaven (1897)
- Trøndere (1898)
- Gammelholm (1899)
- Jakob og Kristoffer (1900)
- Sønnen (1901)
- Mainætter (1902)
- Familien paa Raaum (1903)
- De graa Haar (1904)
- Kjærlighed og Venskab (1904)
- Oddvar Hage og Hans Venner (1905)
- En liten gutt (1906)
- Hjertet (1907)
- Lenken (1908)
- Pastor Hals (1909
- De unge dage (1913)
- Narren (1917)
- Den hellige sjø (1922)
- Jægtvig og hans gud (1923)
- Hansine Solstad (1925)
- Hos Vincent Øst (1926)
- Drømmen (1927)
- Han og hans døtre (1928)
- Estiu indi (1929)
- Woel, Cai M. (1929)
- Minner fra barndom og ungdom (1948)

## Premis
- Dotació de Gyldendal per a 1935